# Sui iuris
Sui iuris (łac. [osoby] swojego prawa) – w prawie rzymskim osoby niepodlegające władzy patris familias („ojca rodziny”). Jeśli osoba sui iuris była płci męskiej, wówczas sama była pater familias.
Jest to kategoria osób wydzielona na podstawie tzw. status familiae, tj. pozycji w rodzinie agnatycznej, nie ma związku z sytuacją kognatyczną (nie liczyły się kwestie posiadania dzieci, pozostawania w małżeństwie) czy wiekiem (a więc niemowlę mogło być pater familias).
Osoby sui iuris miały pełną zdolność majątkową, tzn. mogły być podmiotami praw majątkowych (mieć prawo własności lub ograniczone prawa rzeczowe).

## Kościołysui iuris
Termin „Kościół sui iuris” jest używany w Kodeksie kanonów Kościołów wschodnich dla określenia autonomicznych kościołów we wspólnocie katolickiej.
Kościół sui iuris to „wspólnota chrześcijan powiązana hierarchią według prawa, którą jako sui iuris wyraźnie lub milcząco uznała najwyższa władza Kościoła” (KKKW.27). Określenie to jest innowacją KKKW i określa względną autonomię tych kościołów (z uwzględnieniem najwyższego autorytetu papieża). Wskazuje na daną im przez Boga misję zachowania odziedziczonej autonomicznej natury.